# Aruá (arawa jezik)
Aruá jezik (arawá; ISO 639-3: aru), izumrli jezik Arawá Indijanaca porodice Arauan koji se do stedine druge polovice 19. stoljeća govorio na području brazilske države Amazonas uz rijeku Juruá. Posljednji govornik umro je 1877.
Ne smije se brkati s arua jezikom porodice mondé, i arua iz porodice gé.

## Vanjske poveznice
- Ethnologue (14th)
- Ethnologue (15th)
- The Arua Language  Arhivirana inačica izvorne stranice od 25. prosinca 2009. (Wayback Machine)